# Anthony Hamilton (giocatore di snooker)
Anthony Hamilton (Nottingham, 29 giugno 1971) è un giocatore di snooker inglese.
In 29 stagioni di carriera ha vinto solo un titolo Ranking, il German Masters 2017, diventando a 45 anni il terzo più anziano a vincerne uno dopo i gallesi Ray Reardon (45 e 50 anni) e Doug Mountjoy (46 anni).
Hamilton vive a Muswell Hill nel nord di Londra.

## Carriera

### 1991-1997: Gli esordi
Anthony Hamilton esordisce in un torneo all'inizio del 1992, il Classic, uscendo subito al primo turno per mano di Nigel Bond 5-4. Il 16 settembre 1995 l'inglese vince l'Australian Masters, il suo primo torneo professionistico messo in bacheca. Nella stagione 1996-1997 raggiunge per tre volte il terzo turno.

### 1997-2009: I primi buoni risultati
Nella stagione 1997-1998 Hamilton conquista i quarti al German Open, al Welsh Open e al Masters, giungendo anche in semifinale al Thailand Masters 1998.
Nel 1999 riesce ad arrivare in semifinale al Masters, perdendo poi contro il futuro campione John Higgins per 6-3. Nello stesso anno perde anche la sua prima finale in un titolo Ranking, al British Open contro Fergal O'Brien. Nel 2000 arriva per la prima volta ai quarti nel Campionato mondiale, risultato che ripeterà anche nel 2002, nel 2004 e nel 2007. Nel 2002 Hamilton perde la finale del China Open contro Mark Williams per 9-8. Tra il 2006 e il 2009 raggiunge due semifinali e un quarto di finale al Welsh Open.

### 2009-2016: La perdita di posizioni in classifica
Nella stagione 2009-2010 l'inglese partecipa solo allo UK Championship, perdendo al primo turno contro Mark King per 9-2, mentre in tutti gli altri tornei perde sempre in qualifica.
Negli anni seguenti Hamilton non riesce a fare di meglio ritrovandosi al 58º posto nella stagione 2015-2016.

### Stagione 2016-2017: Il primo grande successo
Nella stagione 2016-2017 Hamilton recupera tutto quello perso nelle precedenti stagioni: arriva ai quarti nell'English Open e, dopo aver mancato la qualificazione al World Open, si ferma solo in semifinale al Northern Ireland Open, perdendo al decisivo 6-5 contro Barry Hawkins. Ad inizio 2017 Hamilton riesce finalmente a trionfare in un titolo Ranking battendo Ali Carter 9-6 nella finale del German Masters. Successivamente conquista i quarti allo Shoot-Out e al Players Championship.

### 2017-2020: Alti e bassi
Avendo vinto il German Masters, Hamilton partecipa al Champion of Champions dove perde solo in semifinale per 6-2 contro Ronnie O'Sullivan. Il resto della stagione 2017-2018 non continua come la precedente e l'inglese termina al 30º posto.
Nella stagione 2018-2019 Hamilton perde i punti del 2016-2017 e, mancando la qualificazione al German Masters, scende in classifica fino al 62º posto finale.

## Ranking[26]
| Stagione  | Ranking iniziale | Ranking finale |
| --------- | ---------------- | -------------- |
| 1991-1992 | Non classificato | 85             |
| 1992-1993 | 85               | 49             |
| 1993-1994 | 49               | 35             |
| 1994-1995 | 35               | 31             |
| 1995-1996 | 31               | 22             |
| 1996-1997 | 22               | 14             |
| 1997-1998 | 14               | 11             |
| 1998-1999 | 11               | 10             |
| 1999-2000 | 10               | 11             |
| 2000-2001 | 11               | 19             |
| 2001-2002 | 19               | 17             |
| 2002-2003 | 17               | 20             |
| 2003-2004 | 20               | 25             |
| 2004-2005 | 25               | 17             |
| 2005-2006 | 17               | 16             |
| 2006-2007 | 16               | 26             |
| 2007-2008 | 26               | 31             |
| 2008-2009 | 31               | 33             |
| 2009-2010 | 33               | 42             |
| 2010-2011 | 42               | 36             |
| 2011-2012 | 36               | 32             |
| 2012-2013 | 32               | 43             |
| 2013-2014 | 43               | 45             |
| 2014-2015 | 51               | 58             |
| 2015-2016 | 58               | 71             |
| 2016-2017 | Non classificato | 25             |
| 2017-2018 | 25               | 30             |
| 2018-2019 | 30               | 62             |
| 2019-2020 | 62               | 40             |
| 2020-2021 | 40               |                |

## Tornei vinti

### Titoli Non-Ranking: 4
| Titoli Ranking | Titoli Ranking | Titoli Ranking | Titoli Ranking |
| -------------- | -------------- | -------------- | -------------- |
| Competizione   | Anno           | Avversario     | Note           |
| German Masters | 2017           | Ali Carter     | [ 23 ]         |

| Titoli Non-Ranking   | Titoli Non-Ranking | Titoli Non-Ranking | Titoli Non-Ranking |
| -------------------- | ------------------ | ------------------ | ------------------ |
| Competizione         | Anno               | Avversario         | Note               |
| Strachan Challenge 1 | 1994               | Andy Hicks         | [ 27 ]             |
| Strachan Challenge 2 | 1994               | Paul Davies        | [ 28 ]             |
| Australian Masters   | 1995               | Chris Small        | [ 29 ]             |
| Australian Open      | 1995               | Chris Small        | [ 3 ]              |

## Finali perse

### Titoli Ranking: 2
| Titoli Ranking | Titoli Ranking | Titoli Ranking | Titoli Ranking |
| -------------- | -------------- | -------------- | -------------- |
| Competizione   | Anno           | Avversario     | Note           |
| British Open   | 1999           | Fergal O'Brien | [ 10 ]         |
| China Open     | 2002           | Mark Williams  | [ 15 ]         |

- Euro Players Tour Championship: 1 (Paul Hunter Classic 2010)